# 2008. évi nyári paralimpiai játékok (cselgáncs)
A 2008. évi nyári paralimpiai játékok során a cselgáncsversenyeket szeptember 7. és szeptember 9. között rendezték. A cselgáncsozók 14 súlycsoportban mérték össze tudásukat.

## Eredmények

### Férfi
| Versenyszám | Arany                          | Ezüst                       | Bronz                                                                       |
| 60 kg       | Mouloud Noura Algéria          | Saeed Rahmati Irán          | Ramin Ibrahimov Azerbajdzsán Li Xiaodong Kína                               |
| 66 kg       | Lamri Sidali Algéria           | Satoshi Fujimoto Japán      | Jani Kallunki Finnország Victor Sanchez Kuba                                |
| 73 kg       | Euarda Avila Mexikó            | Xu Zhilin Kína              | Fabien Ramirez Argentína Sergeii Sydorenko Ukrajna                          |
| 81 kg       | Isao Cruz Kuba                 | Cyril Jonard Franciaország  | Jorge Lencina Argentína Reinaldo Carvallo Venezuela                         |
| 90 kg       | Oleg Kretsul Oroszország       | Tofig Mammadov Azerbajdzsán | Olivier Cugnon de Sevricourt Franciaország Samuel Ingram Egyesült Királyság |
| 100 kg      | Antonio Tenorio Silva Brazília | Karim Sardarov Azerbajdzsán | Juan Carlos Cortada Kuba Mykola Lyivytskyi Ukrajna                          |
| +100 kg     | Ilham Zakiyev Azerbajdzsán     | Wang Song Kína              | Julien Taurines Francia Greg Dewall Egyesült államok                        |

### Nők
| Versenyszám | Arany                                  | Ezüst                                    | Bronz                                                           |
| 48 kg       | Guo Huaping Kína                       | Karla Cardoso Brazília                   | Victoria Popatova Oroszország Carmen Brussig Németország        |
| 52 kg       | Cui Na Kína                            | Sandrine Aurieres-Martinet Franciaország | Alesya Stepanyuk Oroszország Michelle Ferreira Brazília         |
| 57 kg       | Wang Lijing Kína                       | Ramona Brussig Németország               | Daniele Silva Brazília Maria Monica Merenciano Spanyolország    |
| 63 kg       | Naomi Soazo Venezuela                  | Marta Arce Spanyolország                 | Angelique Quessandier Franciaország Madina Kazakova Oroszország |
| 70 kg       | Maria del Carmen Herrera Spanyolország | Lenia Ruvalcaba Mexikó                   | Tatiana Savostyanova Oroszország Sanneke Vermeulen Hollandia    |
| +70 kg      | Yuan Yanping Kína                      | Deanne Silva Brazília                    | Irina Kalyanova Oroszország Zoubida Bouazoug Algéria            |

## Érmek megoszlása ebben a sportágban
| #  | Ország             | Arany Arany | Ezüst Ezüst | Bronz Bronz |
| -- | ------------------ | ----------- | ----------- | ----------- |
| 1  | Kína               | 4           | 2           | 1           |
| 2  | Algéria            | 2           | 0           | 1           |
| 3  | Brazília           | 1           | 2           | 2           |
| 4  | Azerbajdzsán       | 1           | 2           | 1           |
| 5  | Spanyolország      | 1           | 1           | 1           |
| 6  | Mexikó             | 1           | 1           | 0           |
| 7  | Oroszország        | 1           | 0           | 5           |
| 8  | Kuba               | 1           | 0           | 2           |
| 9  | Venezuela          | 1           | 0           | 1           |
| 10 | Franciaország      | 0           | 2           | 3           |
| 11 | Németország        | 0           | 1           | 1           |
| 12 | Irán               | 0           | 1           | 0           |
| =  | Japán              | 0           | 1           | 0           |
| 14 | Argentína          | 0           | 0           | 2           |
| =  | Ukrajna            | 0           | 0           | 2           |
| 16 | Egyesült Államok   | 0           | 0           | 1           |
| =  | Egyesült Királyság | 0           | 0           | 1           |
| =  | Finnország         | 0           | 0           | 1           |
| =  | Hollandia          | 0           | 0           | 1           |